# Aude Landry
Aude Landry (* 9. August 1962 in Gisors als Diane Reydi) ist eine französische Schauspielerin.

## Leben
Nach kleinen Rollen in Film- und TV-Produktionen, etwa in Bernard Toublanc-Michels Serie Anne … Jour après jour und bei Bertrand Tavernier in Der Richter und der Mörder, wurde Aude Landry 1977 mit der Hauptrolle der Beatrice in Michel Langs Möwen mit weißen Schwingen bekannt. Claude Chabrol gab ihr in Folge die Hauptrolle an der Seite Donald Sutherlands in Blutsverwandte (1978), worin sie die Rolle der Patricia übernahm. Durch die weibliche Hauptrolle als Catriona in der Robert-Louis-Stevenson-Adaption Die Abenteuer des David Balfour (1978) errang sie auch in Deutschland Popularität und war mehrere Jahre lang die Lebensgefährtin des Balfour-Filmpartners Ekkehardt Belle, zu dem sie nach München zog. 
1990 verließ sie Deutschland wieder und übersiedelte in die Karibik. 1994 kehrt sie als Mutter zweier Söhne nach Frankreich zurück, wo sie heute lebt. Aude Landry ist Buddhistin.

## Filmografie (Auswahl)
- 1975: Der Richter und der Mörder (Le juge et l’assassin) – Regisseur: Bertrand Tavernier
- 1976: Möwen mit weißen Schwingen (Une fille cousue de fil blanc) – Regisseur: Michel Lang
- 1977: Blutsverwandte (Les Liens de sang) – Regisseur: Claude Chabrol
- 1978: Die Abenteuer des David Balfour (Kidnapped) – Regisseur: Jean-Pierre Decourt